# Henri Drell
Henri Drell (Tallin, 25 de abril de 2000) es un jugador de baloncesto estonio que pertenece a la plantilla del La Laguna Tenerife de la liga ACB. Con 2,05 metros de estatura, juega en la posición de alero.

## Trayectoria deportiva

### Profesional
Formado en el equipo del Audentes/Noortekoondis de su ciudad natal, Tallin, el 1 de julio de 2016 firmó su primer contrato profesional con el equipo alemán del Brose Bamberg, quienes lo asignaron a su equipo filial que milita en la ProA, la segunda división del baloncesto alemán. La temporada de su eclosión fue la 2018-19, donde también jugó algún partido con el primer equipo, y en la que promedió 13,1 puntos, 3,9 rebotes, 1,6 asistencias y 1,2 robos de balón por partido.
El 19 de julio de 2019 firmó contrato con el Victoria Libertas Pesaro de la Serie A italiana.
El 15 de enero de 2022, Drell fue adquirido a través del grupo de jugadores disponibles por los Windy City Bulls de la NBA G League.  En abril de 2022 hizo historia en los Bulls, convirtiéndose en el décimo en tapones de todos los tiempos en la historia de la franquicia, con solo 17,3 minutos por partido en 29 partidos de la temporada.
El 9 de abril de 2023, Drell regresó a Europa fichando hasta final de temporada con el club francés Chorale Roanne Basket de la LNB Pro A.
El 12 de septiembre de 2023 firmó con los Chicago Bulls, pero fue despedido el 12 de octubre. El 2 de noviembre se reincorporó a los Windy City Bulls. El 16 de diciembre firmó un contrato dual con Chicago. Debutó en la NBA el 14 de marzo de 2024, logrando dos puntos, dos asistencias y un rebote en menos de 3 minutos en pista ante Los Angeles Clippers. Se convirtió en el segundo estonio que jugaba en la NBA, tras Martin Müürsepp en 1996.
El 13 de agosto de 2024 firma por Portland Trail Blazers, pero es cortado el 27 de septiembre. El 28 de octubre, se unió a su filial en la G League, los Rip City Remix.
El 13 de marzo de 2025 fichó hasta final de temporada con el La Laguna Tenerife de la liga ACB.

### Selección nacional
Drell ha pasado por todas las categorías inferiores de la selección de Estonia. En 2018 fue elegido en el mejor quinteto del Campeonato Europeo de Baloncesto Masculino Sub-18, en la División B del mismo.
Debutó con la selección absoluta el 21 de febrero de 2019, en un partido correspondiente a la clasificación de la Copa Mundial de 2019 ante Serbia, logrando 4 puntos en la victoria por 71-70.
En septiembre de 2022 disputó con el combinado absoluto estonio el EuroBasket 2022, finalizando en decimonovena posición.

## Estadísticas de su carrera en la NBA

### Temporada regular
| Año     | Equipo  | PJ | PT | MPP | %TC  | %3P  | %TL  | RPP | APP | ROB | TPP | PPP |
| ------- | ------- | -- | -- | --- | ---- | ---- | ---- | --- | --- | --- | --- | --- |
| 2023-24 | Chicago | 4  | 0  | 7.5 | .400 | .333 | .500 | 1.0 | 1.0 | .5  | .3  | 2.8 |
| Total   | Total   | 4  | 0  | 7.5 | .400 | .333 | .500 | 1.0 | 1.0 | .5  | .3  | 2.8 |